# Kõljala
Kõljala – wieś w Estonii, w prowincji Sarema, w gminie Pihtla.